# Efraín Forero
Efraín Forero Triviño (Zipaquirá, Cundinamarca, 4 de marzo de 1930 - Bogotá, 12 de septiembre de 2022), también conocido como Zipa Indomable, fue un ciclista colombiano de ruta. Ganador de cuatro Campeonatos Nacionales de Ciclismo en Ruta en 1950, 1953, 1954 y 1958 y de la primera edición de la Vuelta a Colombia en 1951.
Durante la primera edición de la competición realizó el trayecto completo de 1254 kilómetros en poco más de 45 horas. Forero arrasó en esta primera edición, y aparte de su triunfo en la general, se impuso en siete de las diez etapas que constaba la prueba. Sin embargo, en las ediciones posteriores no pudo revalidar este triunfo y solo volvió a subir al podio de la Vuelta, siendo segundo y tercero en dos ocasiones.

## Palmarés
1950
- Campeonato de Colombia en Ruta

1951
- Vuelta a Colombia, más 7 etapas
- Campeón Bolivariano de Ciclismo en Ruta[3]  en los Juegos Bolivarianos de 1951 en Caracas.

1952
- 1 etapa de la Vuelta a Colombia
- 2.º en el Campeonato de Colombia en Ruta

1953
- 1 etapa de la Vuelta a Colombia
- Campeonato de Colombia en Ruta

1954
- 1 etapa de la Vuelta a Colombia
- Campeón en prueba de ruta en CRE en los Juegos Centroamericanos y del Caribe[4]

- Campeonato de Colombia en Ruta

1955
- 3.º en el Campeonato de Colombia en Ruta

1956
- 3.º en la clasificación general de la Vuelta a Colombia

1957
- 2.º en la clasificación general de la Vuelta a Colombia

1958
- Campeonato de Colombia en Ruta